# 백악관 고문
백악관 고문(白堊館 顧問, 영어: Counselor to the President)은 미국 백악관에 소속되어 대통령에게 조언을 하는 장관급 또는 차관급 카운셀러를 말한다. 한국어로는 비슷한 백악관 법률고문(White House Counsel)이 있다.

## 역사
공화당 리처드 닉슨 대통령이 보직을 신설했다. 장관급이었다. 그러나 그 이후 1993년까지 장관급 보직으로 대우받지는 않았다. 민주당 지미 카터 대통령은 고문으로 아무도 임명하지 않았다.
공화당 로널드 레이건 대통령은 1기 행정부 때 에드윈 미즈를 고문으로 임명했다. 백악관 내부에서 상당한 영향력이 있었다. 2기 행정부 때 법무장관 겸 검찰총장으로 임명되었다.

## 트럼프 행정부
2017년 닉슨 가문과 개인적으로 친한 공화당 도널드 트럼프 대통령은 보수논객 출신 스티브 배넌을 백악관 선임 고문(Senior Counselor)으로 임명했다. 백악관 수석 전략가(Chief Strategist)라는 보직도 새로 만들어 스티브 배넌으로 임명해, NSC 상임위원회 상임위원의 자격을 주었다.
스티브 배넌은 극우 인터넷 매체 브레이트바트 뉴스(Breitbart News) 창업자이다.
백악관 보직은 국회 법률로 정하는 것이 아니라, 대통령이 혼자서 마음대로 장관급부터 그 이하까지 자유롭게 보직을 만들 수 있다. 또한 장관급 백악관 참모를 임명할 경우에도, 미국 상원의 조언과 동의(Advice and consent)를 받지 않는다. 즉, 야당이 강력하게 반대하는 인물이거나, 또는 공식적이고 사회적으로 인정받는 각종 경력이 부족하여 상원 인사청문회 통과가 불확실한 인물을 장관으로 임명할 경우, 대통령은 백악관의 장관급 참모로 임명한다.
그러나 대통령의 백악관 정무 참모인 스티브 배넌이 NSC의 상임위원이 된 것은 이례적이다. NSC 상임위원회는 유엔 안보리(UNSC) 상임이사국과 같은 지위로서, 보통 국무장관, 국방장관 등 국가안보와 관련된 주무부처 장관들만이 상임위원이 되는 것이 관례이다. 미국 합참의장 조차도, 필요할 때 참석시키는 NSC 위원일 뿐, 항상 반드시 참석하는 NSC 상임위원은 아니다.
도널드 트럼프 미국 대통령의 선거 운동을 지휘한 스티브 배넌 백악관 수석 전략가가 미국 언론에 "입을 다물라"고 맹비난할 정도로, 막강한 권력 실세이다. 박근혜 정부의 최순실과 비슷한 강력한 실세로서의 언행이, 뉴스에 보도되고 있다. 스티브 배넌(62)이 5년 전 한류(韓流)와 한국인의 근면성을 칭찬한 영상이 화제가 되기도 했다.

## 같이 보기
- 백악관 법률고문